# Campeonato Mundial de Atletismo de 2022 - Lançamento de martelo feminino
A competição do lançamento de martelo feminino no Campeonato Mundial de Atletismo de 2022 foi realizada no estádio Hayward Field, em Eugene, nos Estados Unidos, nos dias 15 a 17 de julho de 2022.

## Recordes
Antes da competição, os recordes eram os seguintes:
| Recorde mundial                               | Anita Włodarczyk (POL)    | 82.98 | Varsóvia, Polônia       | 28 de agosto de 2016 |
| Recorde do campeonato                         | Anita Włodarczyk (POL)    | 80.85 | Pequim, China           | 27 de agosto de 2015 |
| Recorde do ano                                | Brooke Andersen (USA)     | 79.02 | Tucson, Estados Unidos  | 30 de abril de 2022  |
| Recorde da África                             | Annette Echikunwoke (NGR) | 75.49 | Tucson, Estados Unidos  | 22 de maio de 2021   |
| Recorde da Ásia                               | Wang Zheng (CHN)          | 77.68 | Chengdu, China          | 29 de março de 2014  |
| Recorde da América do Norte, Central e Caribe | DeAnna Price (USA)        | 80.31 | Eugene, Estados Unidos  | 26 de julho de 2021  |
| Recorde da América do Sul                     | Jennifer Dahlgren (ARG)   | 73.74 | Buenos Aires, Argentina | 10 de abril de 2010  |
| Recorde da Europa                             | Anita Włodarczyk (POL)    | 82.98 | Varsóvia, Polônia       | 28 de agosto de 2016 |
| Recorde da Oceania                            | Lauren Bruce (NZL)        | 74.61 | Tucson, Estados Unidos  | 22 de maio de 2021   |

## Medalhistas
| Ouro                  | Prata               | Bronze                   |
| Brooke Andersen (USA) | Camryn Rogers (CAN) | Janee' Kassanavoid (USA) |

## Tempo de qualificação
| Tempo de qualificação |
| --------------------- |
| 72.50 m               |

## Calendário
| Data        | Horário | Fase         |
| ----------- | ------- | ------------ |
| 15 de julho | 12:05   | Qualificação |
| 16 de julho | 11:35   | Final        |

Todos os horários estão no horário local (UTC-7)

## Resultados

### Qualificação
Qualificação: 73,50 m (Q) ou as 12 melhores performances (q). 
| Pos. | Grupo | Atleta                      | Nacionalidade  | Tentativa | Tentativa | Tentativa | Marca | Notas |
| Pos. | Grupo | Atleta                      | Nacionalidade  | 1         | 2         | 3         | Marca | Notas |
| ---- | ----- | --------------------------- | -------------- | --------- | --------- | --------- | ----- | ----- |
| 1    | A     | Janee' Kassanavoid          | Estados Unidos | 74.46     |           |           | 74.46 | Q     |
| 2    | B     | Brooke Andersen             | Estados Unidos | 74.37     |           |           | 74.37 | Q     |
| 3    | A     | Krista Tervo                | Finlândia      | 68.35     | 73.83     |           | 73.83 | Q     |
| 4    | A     | Camryn Rogers               | Canadá         | 73.67     |           |           | 73.67 | Q     |
| 5    | B     | Annette Echikunwoke         | Estados Unidos | 69.38     | 72.60     | 66.65     | 72.60 | q     |
| 6    | B     | Sara Fantini                | Itália         | 69.20     | 71.76     | 72.38     | 72.38 | q     |
| 7    | B     | Silja Kosonen               | Finlândia      | 70.68     | 72.15     | 71.92     | 72.15 | q     |
| 8    | B     | Bianca Ghelber              | Roménia        | 69.36     | 70.39     | 72.00     | 72.00 | q     |
| 9    | B     | Jillian Weir                | Canadá         | 69.04     | 72.00     | x         | 72.00 | q     |
| 10   | A     | Luo Na                      | China          | 68.80     | 71.36     | 71.01     | 71.36 | q     |
| 11   | A     | Hanna Skydan                | Azerbaijão     | 70.93     | 70.71     | x         | 70.93 | q     |
| 12   | A     | Grete Ahlberg               | Suécia         | 69.28     | 68.20     | 70.87     | 70.87 | q,    |
| 13   | A     | Lauren Bruce                | Nova Zelândia  | x         | 68.92     | 70.86     | 70.86 |       |
| 14   | A     | Li Jiangyan                 | China          | 69.61     | 70.50     | x         | 70.50 |       |
| 15   | B     | Malwina Kopron              | Polónia        | 68.46     | x         | 70.50     | 70.50 |       |
| 16   | B     | Julia Ratcliffe             | Nova Zelândia  | 64.53     | x         | 69.96     | 69.96 |       |
| 17   | A     | Zalina Marghieva            | Moldávia       | x         | 68.78     | 69.73     | 69.73 |       |
| 18   | A     | Alexandra Hulley            | Austrália      | 64.46     | 68.83     | 68.49     | 68.83 |       |
| 19   | A     | Laura Redondo               | Espanha        | 67.82     | 68.67     | 68.04     | 68.67 |       |
| 20   | B     | Katrine Koch Jacobsen       | Dinamarca      | 66.23     | 66.16     | 68.51     | 68.51 |       |
| 21   | B     | Zhao Jie                    | China          | 65.89     | x         | 68.18     | 68.18 |       |
| 22   | B     | Iryna Klymets               | Ucrânia        | 68.12     | x         | 67.72     | 68.12 |       |
| 23   | B     | Suvi Koskinen               | Finlândia      | 66.30     | 67.98     | 65.96     | 67.98 |       |
| 24   | B     | Vanessa Sterckendries       | Bélgica        | 66.24     | x         | 67.88     | 67.88 |       |
| 25   | A     | Samantha Borutta            | Alemanha       | 67.48     | 67.30     | 66.91     | 67.48 |       |
| 26   | B     | Stamatia Scarvelis          | Grécia         | 67.20     | 66.56     | 64.39     | 67.20 |       |
| 27   | A     | Oyesade Olatoye             | Nigéria        | 62.53     | 65.71     | 64.82     | 65.71 |       |
| 28   | A     | Beatrice Nedberge Llano     | Noruega        | 64.57     | 64.81     | x         | 64.81 |       |
| 29   | B     | Mariana Grasielly Marcelino | Brasil         | 62.53     | 64.72     | 61.53     | 64.72 |       |
| 30   | A     | Nicole Bradley              | Nova Zelândia  | x         | 62.88     | x         | 62.88 |       |

### Final
A final ocorreu dia 17 de julho às 11:235.
| Pos.              | Atleta              | Nacionalidade  | Tentativa | Tentativa | Tentativa | Tentativa | Tentativa | Tentativa | Marca | Notas |
| Pos.              | Atleta              | Nacionalidade  | 1         | 2         | 3         | 4         | 5         | 6         | Marca | Notas |
| ----------------- | ------------------- | -------------- | --------- | --------- | --------- | --------- | --------- | --------- | ----- | ----- |
| Medalha de ouro   | Brooke Andersen     | Estados Unidos | 74.81     | x         | 72.74     | 77.42     | 77.56     | 78.96     | 78.96 |       |
| Medalha de prata  | Camryn Rogers       | Canadá         | 72.61     | x         | 75.52     | 75.18     | 75.05     | 74.36     | 75.52 |       |
| Medalha de bronze | Janee' Kassanavoid  | Estados Unidos | x         | 74.86     | x         | 74.75     | 74.24     | 74.75     | 74.86 |       |
| 4                 | Sara Fantini        | Itália         | 71.45     | 73.18     | 70.80     | x         | 71.05     | 71.04     | 73.18 |       |
| 5                 | Jillian Weir        | Canadá         | 67.24     | 68.66     | 70.46     | x         | 70.64     | 72.41     | 72.41 |       |
| 6                 | Bianca Ghelber      | Roménia        | 70.09     | 72.26     | 70.83     | 70.25     | x         | x         | 72.26 |       |
| 7                 | Silja Kosonen       | Finlândia      | 69.46     | 70.32     | 70.49     | 70.81     | x         | 70.75     | 70.81 |       |
| 8                 | Luo Na              | China          | 69.89     | 69.57     | 70.42     | x         | 70.13     | x         | 70.42 |       |
| 9                 | Grete Ahlberg       | Suécia         | 69.39     | 68.61     | 70.11     |           |           |           | 70.11 |       |
| 10                | Krista Tervo        | Finlândia      | x         | 69.04     | x         |           |           |           | 69.04 |       |
| 11                | Hanna Skydan        | Azerbaijão     | 65.62     | 64.76     | 69.01     |           |           |           | 69.01 |       |
| 12                | Annette Echikunwoke | Estados Unidos | 68.12     | 66.66     | x         |           |           |           | 68.12 |       |

Legenda
| Recorde mundial       | Recorde mundial (World record)               |                       | Recorde africano                      | Recorde africano (African) |                                           | Q | Classificado por posição (Qualified) |
| Recorde do campeonato | Recorde do campeonato (Championship record)  | Recorde da América    | Recorde da América (Americas)         | q                          | Classificado por melhor tempo (Qualified) |   |                                      |
| Melhor marca do ano   | Melhor marca do ano (World leading)          | Recorde asiático      | Recorde asiático (Asian)              | DNS                        | Não largou (Did not start)                |   |                                      |
| Recorde nacional      | Recorde nacional (National record)           | Recorde europeu       | Recorde europeu (European)            | DNF                        | Não terminou (Did not finish)             |   |                                      |
| Recorde pessoal       | Recorde pessoal do atleta (Personal best)    | Recorde da Oceania    | Recorde da Oceania (Oceania)          | DSQ / DQ                   | Desclassificado (Disqualified)            |   |                                      |
| Recorde da temporada  | Recorde da temporada do atleta (Season best) | Recorde sul-americano | Recorde sul-americano (South America) | NM                         | Sem marca (No mark)                       |   |                                      |